# 荣元恺
荣元恺（1915年—1998年），造纸业专家，工程师，无锡市郊区荣巷人。就学于私立无锡中学，1935年上海交通大学肄业。后入嘉兴民丰纸厂技训班学习，此后从事造纸工业及造纸史研究工作。历任上海天章造纸厂工务主任，红光造纸厂副厂长，兴业纸厂工程师厂长。《中国纸业月刊》编辑，中国造纸学会纸史编辑部编委，瑞士国际纸史学会会员，在国内外发表纸史论文四、五十篇。专著有《世界造纸编年史》，世界造纸发明人《蔡伦画传》，《蔡伦造纸术的发明与发展》，《中国手工造纸工艺史》，合著《中国造纸技术史稿》。（其后续著《世界纸史画传》，《蔡伦的故事》，《荣元恺·纸史论文㧥》等）。

## 著作列表

### 出版物列表
（包括参与编审的出版物）
- 蔡伦造纸术的发明与发展 PAPER INVENTED BY CAI-LUN AND ITS DEVELOPMENT[1]，荣元恺编著，轻工业出版社出版，ISBN 7-50190-548-7，787*1092毫米，字数：49千字，1990年4月第一版第一次印刷
- 中国造纸技术简史，戴家璋主编，荣元恺编审，中国轻工业出版社，ISBN 7-5019-1563-6，850*1168毫米，字数：280千字，1994年12月 第1版第1次印刷
- 纸史研究论文选编，主编：黄河、刘文桂，出版：中国造纸学会纸史委员会 吉林造纸厂科学技术协会，开本：787*1092毫米1/16，字数：280千，1991年4月第1版第1次印刷
  - 谈纸素分家——蔡伦造纸前后书写材料名称含义的演变……黄河 荣元恺（P1）
  - 关于马圈湾纸是唐纸的分析论证……荣元恺（P54）
- 纸祖千秋，主编：许焕杰，出版：岳麓书社，ISBN 9787806656396，开本：16开，2005年出版
  - “造纸成功莫忘邓绥......朱志耀 荣元恺
  - 纸药——发明造纸术中决定性的关键......荣元恺
  - 诗二首......荣元恺
  - 国外纸史珍闻数则......荣元恺”